# І-регулятор

Рис. 1. Перехідна функція І-регулятора (а) і перехідні процеси САР з різними об'єктами (б).

І-регулятор — автоматичний регулятор, що реалізує інтегральний (І) закон регулювання. І-регулятори часто називають астатичними, або регуляторами без зворотного зв'язку.
На рис. 1 а показана перехідна функція І-регулятора. Ці регулятори характеризуються відсутністю в стані рівноваги однозначної залежності між значенням регульованого параметра і положенням регулюючого органу, що обумовлено відсутністю зворотного зв'язку.
І-регулятори завжди приводять регульований параметр до заданого значення, якщо об'єкт володіє властивістю самовирівнювання (рис. 1 б, крива 1). Однак тривалість перехідного процесу досить значна.
При керуванні астатичним об'єктом, що не володіє властивістю самовирівнювання, приводить до перехідного процесу у вигляді незатухаючих коливань вихідного параметра (крива 2, рис. 1), причому амплітуда коливань тим більша, чим більше збурення на об'єкт з боку навантаження. Таким чином, застосування регуляторів без зворотного зв'язку в системах з астатичним об'єктом не рекомендується.